# Cometes bicolor
Cometes bicolor är en skalbaggsart som beskrevs av Fisher 1946. Cometes bicolor ingår i släktet Cometes och familjen långhorningar.
Artens utbredningsområde är:
- Panama.
- Venezuela.

Inga underarter finns listade i Catalogue of Life.